# フォルクマール・アンドレーエ
フォルクマール・アンドレーエ（Volkmar Andreae, 1879年7月5日 - 1962年6月19日）は、スイスの指揮者・作曲家。

## 略歴
ベルンに生まれ、カール・ムンツィンガーに作曲とピアノを師事し、1897年から1900年までケルン音楽院でフリッツ・ブリュンやフランツ・ヴュルナーに師事。1900年から1年間ミュンヘン宮廷歌劇場でコレペティートルを務めたあと、チューリッヒの混声合唱団とヴィンタートゥールの声楽家協会の監督を務め、1904年からはチューリッヒ男声合唱団の指揮者を務めた。
1906年から1949年まではチューリッヒ・トーンハレ管弦楽団の首席指揮者を務めた。1914年から1941年まではチューリッヒ音楽院の院長を務め、また同じく1914年から1925年まではチューリッヒ大学でも教鞭をとり、1915年には音楽学部長も務めている。1920年からはスイス音楽家協会の会長を務め、1925年には名誉会長になった。1923年にはベルリン・フィルハーモニー管弦楽団とイタリア演奏旅行をし、ウィーン・フィルハーモニー管弦楽団からはニコライ記念章を贈られ、終身客演指揮者として迎えられた。
ブルックナーの解釈者として名高いが、ストラヴィンスキーやヒンデミットといった近現代の作曲家も取り上げる。
作曲活動も活発に行っていたが、作品の多くは合唱団との関わりで生まれたものが多く、合唱曲が多数を占めるという。演奏活動や教授活動が忙しくなるにつれ、作曲活動を行わなくなっている。
チューリッヒで亡くなった。孫のマルク・アンドレーエも指揮者として活動している。

## 作品
- 歌劇『ラトクリフ』（1914年）
- 歌劇『カサノバの冒険』（1924年）